# Tmarus yaginumai
Tmarus yaginumai es una especie de araña cangrejo del género Tmarus, familia Thomisidae.

## Distribución
Esta especie se encuentra en Corea y Japón.